# Gijón (Gerichtsbezirk)
Der Gerichtsbezirk Gijón ist einer der 18 Gerichtsbezirke in der autonomen Gemeinschaft Asturien.
Der Bezirk umfasst 2 Gemeinden auf einer Fläche von 248,46 km² mit dem Hauptquartier in Gijón.

## Gemeinden
| Gemeinde             | Einwohner (2024) | Fläche km² | Dichte Einw./km² | Cod INE | Postleitzahl |
| -------------------- | ---------------- | ---------- | ---------------- | ------- | ------------ |
| Carreño              | 10.256           | 66,75      | 154              | 33014   | 33438        |
| Gijón                | 268.561          | 181,71     | 1.478            | 33024   | 33201        |
| Gerichtsbezirk Gijón | 278.817          | 248,46     | 1.122            | –       | –            |